# Тигран Велики
Тигран Велики (јерм. Տիգրան Մեծ; источнојерменски: Тигран Метс, западнојерменски: Дикран Медз, грч. Τιγράνης ο Μέγας) (140 - 55. п. н. е.; такође познат и као Тигран II) је био краљ Јерменије под чијом је владавином Јерменија накратко постала најјача држава у источном делу Средоземља после Римске републике. Припадао је Арташесидској краљевској кући. Под његовом владавином Јерменско краљевство се проширило изван својих традиционалних граница, привремено постало царство и упустило се се у бројне оружане сукобе са сусједима - Партским и Селеукидским царством, односно Римском републиком.